# صفر (حمص)
صفر قرية في ناحية شين التابعة لمنطقة تلكلخ في محافظة حمص. تقع غرب مدينة حمص.